# Hodgin Hall
Hodgin Hall, como University Building, Main Building o Administration Building, es un edificio histórico en el campus de la Universidad de Nuevo México (UNM) en Albuquerque, la ciudad más poblada del estado de Nuevo México (Estados Unidos). Terminado en 1892, fue el primer edificio construido en el campus de la UNM y el único durante casi una década. Fue diseñado por Jesse Wheelock en el estilo románico richardsoniano, pero en 1908 los problemas estructurales del techo llevaron al presidente de la UNM William Tight a remodelarlo en estilo neopueblo.
Tiene una masa asimétrica escalonada, paredes de estuco, vigas y otros detalles característicos de la arquitectura tradicional de pueblo y misión. Como uno de los primeros edificios neopueblo en Nuevo México, ayudó a establecer ese estilo tanto en la UNM como en la región. Se iba a demoleren los años 1970, pero se conservó y restauró gracias a un esfuerzo de recaudación de fondos de exalumnos. Desde 1983, alberga las oficinas de la Asociación de Antiguos Alumnos y de Relaciones con los Antiguos Alumnos de la UNM. Está incluido tanto en el Registro Estatal de Propiedades Culturales de Nuevo México como en el Registro Nacional de Lugares Históricos.

## Historia

### Edificio original
La Universidad de Nuevo México fue fundada en febrero de 1889 por una ley de la legislatura territorial, que especificaba que el campus estaría ubicado en un terreno elevado al norte de Railroad Avenue. Más tarde ese año, se adquirió un terreno remoto en East Mesa para ese propósito. La junta de regentes recién reunida se puso a planificar el primer edificio de la universidad, que iba a ser un edificio de ladrillos de tres pisos con aulas, oficinas, un laboratorio y una sala de reuniones. Jesse M. Wheelock de Albuquerque fue elegido arquitecto en 1890 después de una convocatoria abierta de propuestas, y el edificio se completó a un costo de 26 000 dólares.
El edificio de la universidad se inauguró a principios del semestre de otoño de 1892 y sirvió como la única instalación de la universidad durante casi una década. A medida que el campus creció, se hizo conocido como el Edificio Principal y luego el Edificio de Administración. Los problemas pronto se hicieron evidentes. La ubicación extremadamente aislada del edificio en la parte superior de la mesa lo dejó expuesto a los fuertes vientos del oeste, que volaron los cristales de las ventanas y generaron grandes cargas imprevistas en la enorme estructura del techo. En 1901, las paredes exteriores de ladrillo estaban notablemente abultadas y el piso superior fue reforzado con varillas de hierro por recomendación del arquitecto local Edward B. Christy. Los frontones, las chimeneas y el techo requirieron reparaciones nuevamente en 1904.

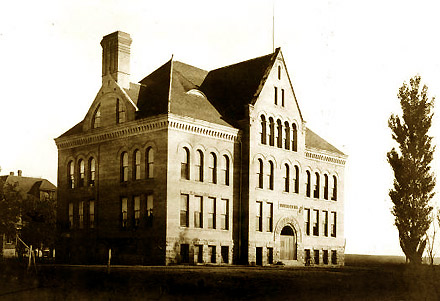
El edificio de la administración en 1904, antes de la remodelación.

### Remodelación
Mientras tanto, el presidente de la universidad, William G. Tight, estaba experimentando con un estilo arquitectónico basado en las formas y materiales tradicionales de los pueblos y las misiones españolas de Nuevo México. Entre 1905 y 1906, Tight supervisó la construcción de una nueva planta de calderas, dos dormitorios y una casa de reuniones de la fraternidad llamada Estufa, todo diseñado en el estilo neopueblo. Los problemas estructurales con el Edificio de Administración le dieron a Tight la oportunidad de remodelarlo para que se ajustara a su visión.
Christy tuvo la tarea de convertir el edificio de ladrillo románico al estilo Pueblo. Se quitó el techo inclinado del edificio, se cuadraron las ventanas arqueadas y las aberturas de las puertas, se revocó el ladrillo y se agregaron vigas, contrafuertes y otros detalles de Pueblo. La entrada principal también se movió del lado oeste del edificio al lado este, frente a lo que se convertiría en un pequeño cuadrilátero rodeado por el Edificio de Administración, Rodey Hall, Sara Raynolds Hall y la Biblioteca. El proyecto se completó en 1908 a un costo de 15 000 dólares. 

### Historia posterior
La UNM construyó un nuevo edificio administrativo, Scholes Hall, en 1934. En 1936, el antiguo edificio pasó a llamarse Hodgin Hall en honor a Charles C. Hodgin, miembro de la primera promoción de graduados de la UNM en 1894, que más tarde se convirtió en administrador. En los años 1970, el edificio estaba en mal estado y se programó su demolición para construir una nueva carretera circular alrededor del campus. Sin embargo, un grupo de exalumnos intervino y organizó una exitosa campaña de recaudación de fondos para restaurarlo. Bajo la supervisión del arquitecto Joseph Burwinkle, el proyecto se completó en 1983 a un costo de 1,4 millones de dólares. Hodgin Hall fue agregado al Registro de Bienes Culturales del Estado de Nuevo México en 1974 y al Registro Nacional de Lugares Históricos en 1978. 
En la actualidad, el edificio alberga la oficina de Relaciones con los Antiguos Alumnos y la Asociación de Antiguos Alumnos de la UNM, así como exposiciones relacionadas con la historia. Fue renovado nuevamente entre 2010 y 2011.

## Arquitectura
Hodgin Hall es una estructura de muro de carga de ladrillo de tres pisos con un sótano completo. Fue diseñado originalmente en el estilo románico richardsoniano popular en los años 1890, con paredes exteriores de ladrillo rojo, ventanas y puertas arqueadas, molduras de piedra y un techo inclinado con entramado de cadera y hastial que se cruzan. Después de la remodelación de 1908, el edificio presenta la arquitectura neopueblo con un techo plano, asimétrico, masas en terrazas, vigas, contrafuertes y porches. Las paredes de ladrillo y los arcos de las ventanas fueron estucados, aunque los arcos aún son visibles desde el interior. 
Hodgin Hall en su configuración posterior a 1908 es arquitectónicamente significativo como uno de los primeros edificios del neopueblo en Nuevo México, lo que ayuda a codificar un estilo que llegaría a definir el campus de la UNM y encontrar una gran popularidad en Albuquerque, la capital estatal Santa Fe y la región circundante. Junto con Estufa, Hodgin Hall es uno de los ejemplos más antiguos que se conservan de la arquitectura neopueblo.